# Exaplátanos
Exaplátanos, en grec moderne : Εξαπλάτανος, auparavant appelé Kapíniani (Καπίνιανη), jusqu'en 1925, est un village et un ancien dème du district régional de Pella en Macédoine-Centrale, Grèce. En 2010, le dème est fusionné au sein de celui d'Almopie.
Selon le recensement de 2011, la population du dème s'élève à 7 243 habitants tandis que celle du village compte 1 292 habitants.